# Nuclide
Nuclide (hay nucleide, từ nucleus) là một loại nguyên tử được đặc trưng bởi số lượng proton (Z), neutron (N) và trạng thái năng lượng hạt nhân của chúng.
Từ nuclide được đặt ra bởi Truman Paul Kohman vào năm 1947. Kohman định nghĩa nuclide là "loại nguyên tử được đặc trưng bởi cấu tạo của hạt nhân" bao gồm số lượng neutron và proton. Do đó, thuật ngữ này ban đầu tập trung vào hạt nhân.